# Mistrzostwa Świata w Zapasach 1954
Mistrzostwa Świata w Zapasach 1954 odbyły się w mieście Tokio (Japonia).

## Styl wolny
| Konkurencja | Złoto              | Srebro              | Brąz                  |
| ----------- | ------------------ | ------------------- | --------------------- |
| 52 kg       | Hüseyin Akbaş      | Yūshū Kitano        | Mirian Całkałamanidze |
| 57 kg       | Mustafa Dağıstanlı | Lajos Bencze        | Tauno Jaskari         |
| 62 kg       | Shōzō Sasahara     | Bayram Şit          | Nikołaj Musawili      |
| 67 kg       | Tofigh Jahanbakht  | Olle Anderberg      | Sergiej Gabaraev      |
| 73 kg       | Wachtang Balawadze | Mohammad Ali Fardin | Yutaka Kaneko         |
| 79 kg       | Abbas Zandi        | İsmet Atlı          | Kazuo Katsuramoto     |
| 87 kg       | August Englas      | Adil Atan           | Viking Palm           |
| +87 kg      | Arsen Mekokiszwili | Bertil Antonsson    | İrfan Atan            |

## Tabela medalowa
| Lp. | Państwo   | Złoto | Srebro | Brąz |
| --- | --------- | ----- | ------ | ---- |
| 1   | ZSRR      | 3     | 0      | 3    |
| 2   | Turcja    | 2     | 3      | 1    |
| 3   | Iran      | 2     | 1      | 0    |
| 4   | Japonia   | 1     | 1      | 2    |
| 5   | Szwecja   | 0     | 2      | 1    |
| 6   | Węgry     | 0     | 1      | 0    |
| 7   | Finlandia | 0     | 0      | 1    |